# César for bedste instruktør
César for bedste instruktør er blevet uddelt i alle årene siden 1976.

## Uddelinger
| År   | Instruktør            | Film                                                       |
| ---- | --------------------- | ---------------------------------------------------------- |
| 2013 | Michael Haneke        | Amour                                                      |
| 2012 | Michel Hazanavicius   | The Artist                                                 |
| 2011 | Roman Polanski        | The Ghost Writer                                           |
| 2010 | Jacques Audiard       | Un prophète                                                |
| 2009 | Jean-Francois Richet  | Mesrine : L'Instinct de mort Mesrine : L'Ennemi public n°1 |
| 2008 | Abdellatif Kechiche   | La Graine et le mulet                                      |
| 2007 | Guillaume Canet       | Ne le dis à personne                                       |
| 2006 | Jacques Audiard       | De battre, mon coeur s'est arrêté                          |
| 2005 | Abdellatif Kechiche   | L'Esquive                                                  |
| 2004 | Denys Arcand          | Les Invasions barbares                                     |
| 2003 | Roman Polanski        | Le Pianiste                                                |
| 2002 | Jean-Pierre Jeunet    | Le Fabuleux destin d'Amélie Poulain                        |
| 2001 | Dominik Moll          | Harry, un ami qui vous veut du bien                        |
| 2000 | Tonie Marshall        | Vénus beauté (institut)                                    |
| 1999 | Patrice Chéreau       | Ceux qui m'aiment prendront le train                       |
| 1998 | Luc Besson            | Le Cinquième élément                                       |
| 1997 | Bertrand Tavernier    | Capitaine Conan                                            |
| 1997 | Patrice Leconte       | Ridicule                                                   |
| 1996 | Claude Sautet         | Nelly et Monsieur Arnaud                                   |
| 1995 | André Téchiné         | Les Roseaux sauvages                                       |
| 1994 | Alain Resnais         | Smoking / No Smoking                                       |
| 1993 | Claude Sautet         | Un coeur en hiver                                          |
| 1992 | Alain Corneau         | Tous les matins du monde                                   |
| 1991 | Jean-Paul Rappeneau   | Cyrano de Bergerac                                         |
| 1990 | Bertrand Blier        | Trop belle pour toi                                        |
| 1989 | Jean-Jacques Annaud   | L'Ours                                                     |
| 1988 | Louis Malle           | Au revoir les enfants                                      |
| 1987 | Alain Cavalier        | Thérèse                                                    |
| 1986 | Michel Deville        | Péril en la demeure                                        |
| 1985 | Claude Zidi           | Les Ripoux                                                 |
| 1984 | Ettore Scola          | Le Bal                                                     |
| 1983 | Andrzej Wajda         | Danton                                                     |
| 1982 | Jean-Jacques Annaud   | La Guerre du feu                                           |
| 1981 | François Truffaut     | Le Dernier métro                                           |
| 1980 | Roman Polanski        | Tess                                                       |
| 1979 | Christian de Chalonge | L'Argent des autres                                        |
| 1978 | Alain Resnais         | Providence                                                 |
| 1977 | Joseph Losey          | Monsieur Klein                                             |
| 1976 | Bertrand Tavernier    | Que la fête commence                                       |